# Садовников Олександр Іванович
Олександр Іванович Садовников (6 грудня 1907, місто Козлов Тамбовської губернії, тепер місто Мічурінськ Тамбовської області, Російська Федерація — 6 квітня 1989, місто Калінін, тепер місто Твер, Російська Федерація) — радянський державний діяч, голова Калінінського облвиконкому. Депутат Верховної ради СРСР 3-го скликання.

## Біографія
У вересні 1924 — вересні 1928 року — учень техніко-механічного відділення Тімірязєвського сільськогосподарського технікуму Саратовської губернії.
У вересні 1928 — січні 1932 року — студент аграрно-інженерного факультету Московської сільськогосподарської академії імені Тімірязєва.
Член ВКП(б) з 1930 року.
У вересні 1932 — вересні 1935 року — старший інженер-механізатор, технічний керівник Новоторзького ремонтно-тракторного заводу Новоторзького льонокомбінату імені Молотова Калінінської області. У вересні 1935 — грудні 1937 року — головний інженер Новоторзького ремонтно-тракторного заводу Калінінської області.
У грудні 1937 — квітні 1941 року — директор Новоторзького ремонтно-тракторного заводу Калінінської області.
У квітні 1941 — лютому 1942 року — секретар Кімрського міського комітету ВКП(б) з промисловості та транспорту Калінінської області.
У лютому 1942 — серпні 1943 року — завідувач відділу машинобудування Калінінського обласного комітету ВКП(б); завідувач відділу оборонної промисловості Калінінського обласного комітету ВКП(б).
У серпні 1943 — вересні 1944 року — завідувач Калінінського обласного відділу комунального господарства.
У вересні 1944 — 27 грудня 1948 року — 1-й заступник голови виконавчого комітету Калінінської обласної ради депутатів трудящих.
Одночасно, в лютому — грудні 1947 року — завідувач Калінінського обласного управління сільського господарства.
27 грудня 1948 — 14 березня 1955 року — голова виконавчого комітету Калінінської обласної ради депутатів трудящих.
З квітня по серпень 1955 року — в резерві Ради міністрів РРФСР.
У серпні 1955 — жовтні 1956 року — заступник начальника Управління місцевої протиповітряної оборони Калінінської області.
У жовтні 1956 — січні 1959 року — голова виконавчого комітету Калінінської міської ради депутатів трудящих.
У березні 1959 — квітні 1960 року — директор Калінінського механічного заводу.
У квітні 1960 — квітні 1961 року — начальник Калінінського обласного управління сільського господарства.
У квітні 1961 — березні 1971 року — голова Калінінського обласного об'єднання «Сільгосптехніка».
З березня 1971 року — на пенсії в місті Калініні.
У грудні 1971 — грудні 1977 року — начальник відділу машин, агрегатів та запасних частин Управління виробничо-технічного контролю, старший інженер відділу головного механіка та енергетика Калінінського облміжколгоспбудоб'єднання.
З грудня 1977 року — персональний пенсіонер у місті Калініні.
Помер 6 квітня 1989 року в місті Калініні (Твері).

## Нагороди
- орден Трудового Червоного Прапора (4.06.1966)
- орден «Знак Пошани» (28.07.1971)
- медалі
- Велика Золота медаль Всесоюзної сільськогосподарської виставки (1940)
- Бронзова медаль Виставки досягнень народного господарства СРСР (23.03.1966)
- Срібна медаль Виставки досягнень народного господарства СРСР (27.11.1967)
- Золота медаль Виставки досягнень народного господарства СРСР (16.12.1968)
- Заслужений механізатор РРФСР